# Morgan Fairchild
Morgan Fairchild (Dallas, 3 februari 1950) is een Amerikaans actrice.

## Biografie

### Privé
Fairchild werd geboren als Patsy Ann McClenny als dochter van Martha Jane, een lerares Engels en Edward Milton McClenny. Als kind leed ze aan roodvonk, waardoor ze deels doof werd. Haar artiestennaam Morgan is afkomstig van de film Morgan: A Suitable Case for Treatment uit 1966.
Fairchild was van 1967 tot 1973 getrouwd met Jack Calmes. Begin jaren negentig ging ze veel om met senator en presidentskandidaat John Kerry. Momenteel heeft ze al ongeveer 20 jaar een relatie met Mark Seiler.

### Carrière
Haar eerste rol was die van body double van Faye Dunaway in de film Bonnie & Clyde in 1967. Ze verhuisde naar New York en kreeg in 1973 haar eerste grote rol, die van Jennifer Pace in soapserie Search for Tomorrow, waar ze tot 1977 in speelde. Vanaf midden jaren zeventig verscheen ze regelmatig als gastactrice in televisieseries als Happy Days, Kojak, Police Woman en Dallas.
In 1978 speelde ze één aflevering in Dallas, waarbij ze Jenna Wade vertolkte. Het personage werd vijf jaar later teruggebracht en bleef tot 1988, maar nu werd de rol gespeeld door Priscilla Presley. Ook in 1978 speelde ze in de tv-film The Initiation of Sarah en had een kleine terugkerende rol in sitcom Mork & Mindy. In 1980 kreeg ze haar eerste grotere primetime rol als Constance Weldon Carlyle in de soapserie Flamingo Road. Ondanks een sterk begin daalden de kijkcijfers al snel en werd de serie na twee seizoenen stopgezet. Fairchild werd voor haar rol wel genomineerd voor een Golden Globe.
Na het annuleren van Flamingo Road, bleef Fairchild gastoptredens maken in televisieshows zoals Hotel, Simon & Simon, Magnum, P.I. en The Love Boat. In 1982 speelde ze de hoofdrol in de film The Seduction. In 1984 ging ze opnieuw in een primetime-serie spelen. In Paper Dolls speelde ze Racine, echter werd deze serie tijdens het eerste seizoen nog stopgezet. In 1985 ging ze voor één seizoen de glamoureuze advocate Jordan Roberts spelen in hitserie Falcon Crest en maakte ook haar opwachting voor een kleine rol in kostuumdramaserie North and South, waar ze gestalte gaf aan Burdetta.
In 1989 kreeg ze een nominatie voor een Emmy Award voor haar gastoptreden in een aflevering van Murphy Brown. In 1992 speelde ze enkele afleveringen Marla, de biseksuele vriendin van Sandra Bernhard in sitcom Roseanne.
In 1995 keerde ze terug naar een dagelijkse soap voor het eerst sinds Search for Tomorrow, nu speelde ze Sydney Chase in  The City  en later ook diezelfde rol in General Hospital . Van 1995 tot 2001 speelde ze ook enkele afleveringen in de populaire sitcom Friends als Nora Bing, de moeder van Chandler. Ze speelde ook een gastrol in That 70s Show als Brooke's moeder. Van 1995 tot 1997 was ze een terugkerend personage in een andere sitcom Cybill, waarin ze Andrea speelde, een rivale van Cybill Sheperd.
Fairchild speelde ook in meerdere theaterproducties mee en verscheen ook bij reality-programma’s. In 2006 speelde ze Sophia Blakely in telenovelle Fashion House.
In Chuck speelt ze de gastrol Dr. Honey Woodcomb, de moeder van Captain Awesome. In 2009 keerde ze opnieuw terug naar een overdagsoap, toen ze Dorothy ging spelen in The Bold and the Beautiful voor enkele afleveringen. 
Naast haar acteerwerk is Fairchild ook actief lid van de Screen Actors Guild.